# كلاتة محمد باقر
كلاتة محمد باقر (بالفارسية: کلاته محمدباقر) هي قرية تقع في قسم بيزكي الريفي (مقاطعة تشناران) في إيران.